# Guteborn (Ponitz)
Guteborn ist ein Ortsteil der ostthüringischen Gemeinde Ponitz im Altenburger Land. Der Ort entstand erst nach 1784 auf Ponitzer Gemarkung unweit des Hauptortes.

## Geografie
Guteborn geht zwar über die sächsisch-thüringische Landesgrenze in die Agglomeration Meeranes über, gehört aber historisch gewachsen zum thüringischen Ponitz. Der Ort liegt auf einer Anhöhe mit Abfluss in das Pleißental.

## Geschichte

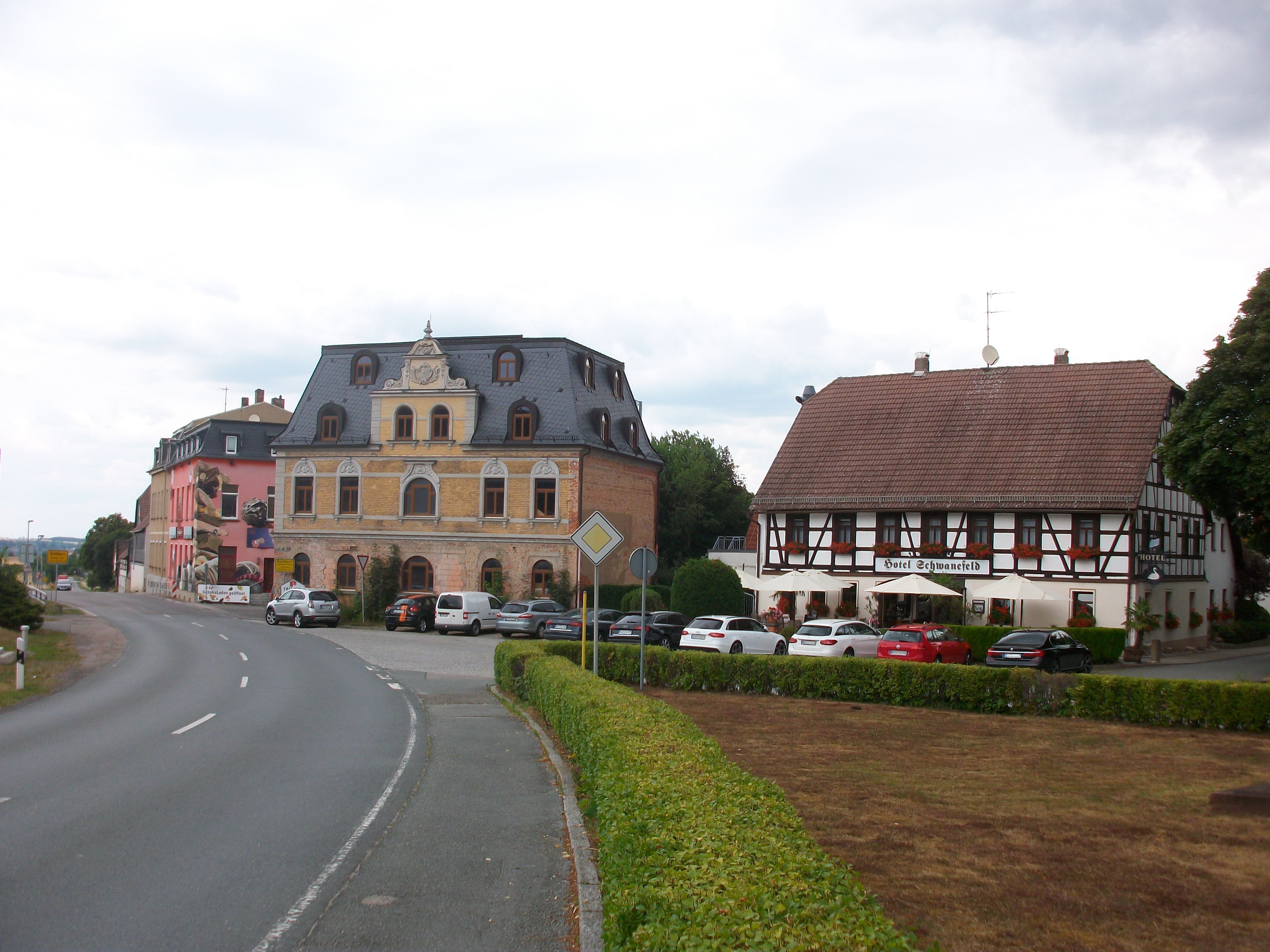
Hotel Schwanefeld mit ehemaliger Posthalterei (links) an der sächsisch-thüringischen Landesgrenze Meerane-Guteborn

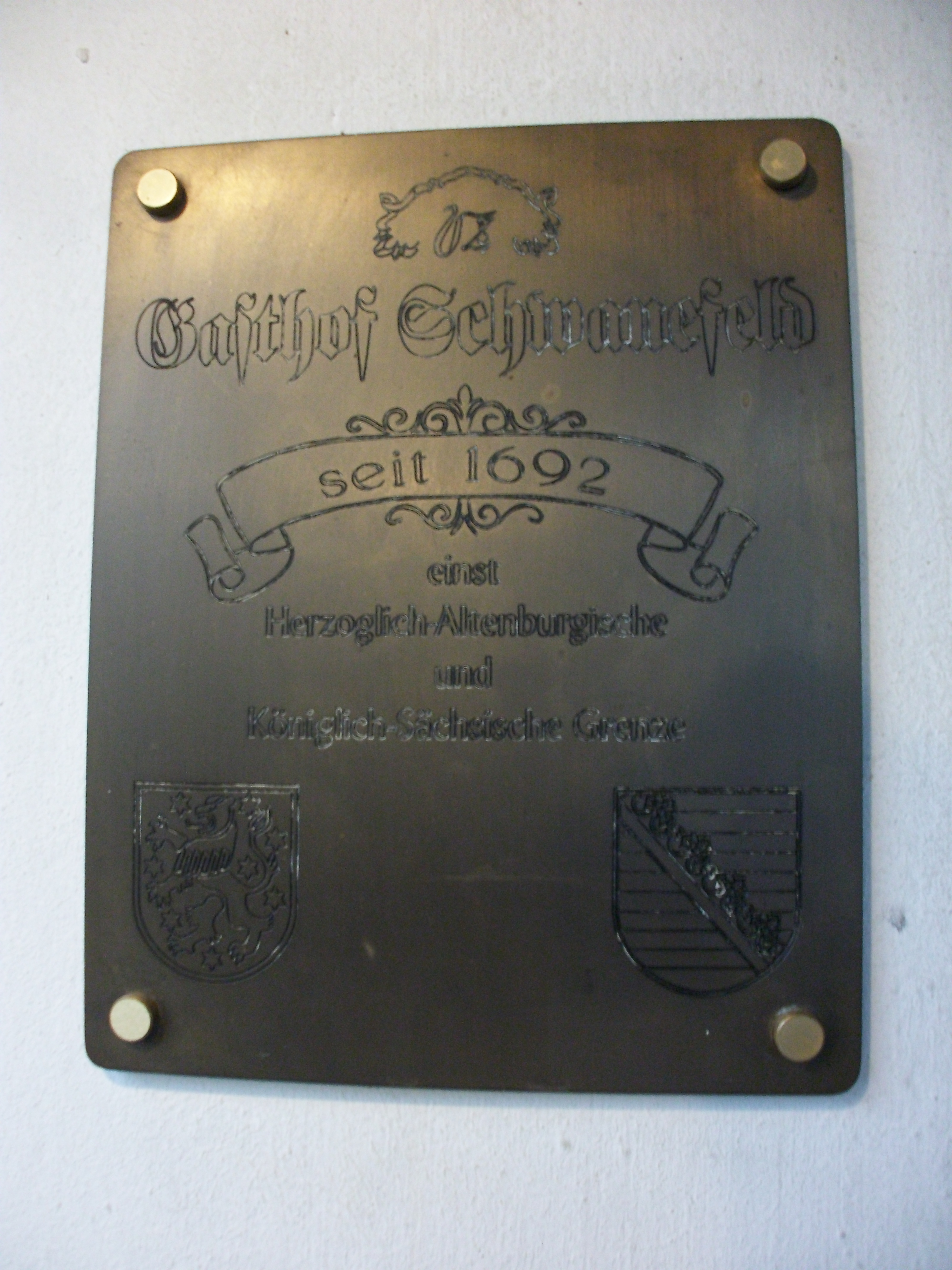
Hotel Schwanefeld Meerane, Infotafel

An der Kreuzung der Strecke von Leipzig nach Zwickau ("Hohe Straße"), was heute ungefähr der Bundesstraße 93 entspricht und der Straße von Schmölln nach Glauchau, wurde auf Ponitzer Flur im Jahr 1784 erstmals ein Gasthaus errichtet. In den darauffolgenden Jahren entstanden um das Gasthaus eine Schmiede und einige Häuser. Der Ortsname, den eigentlich das Gasthaus Zum Guten Born trug, wurde ihm zu Ehren der Gräfin Born verliehen. Der Ort wurde historisch als Neue Welt oder Oberschönhayn bezeichnet, die benachbarte Siedlung Schönhain liegt ebenfalls in der Flur von Ponitz. Historisch gesehen lag die Siedlung Guteborn im Dreiländereck des Herzogtums Sachsen-Altenburg (Ponitz, Schönhain, Guteborn) mit den Schönburgischen Herrschaften (Meerane) und dem königlich-sächsischen Amt Zwickau (Teile von Waldsachsen). Direkt neben dem Gasthof "Zum Guten Born" entstand auf dem schönburgischen Meeraner Gebiet das Gasthaus "Zu den 3 Schwanen" (seit 1830 "Schwanefeld" genannt) mit Posthalterei und Ausspanne. Nachdem der sächsische Staat an der Straßenkreuzung Grund und Boden erworben hatte, errichtete er auf der Grenze der Gemarkungen Ponitz (Sachsen-Altenburg) und Meerane (Schönburgische Herrschaften bzw. Königreich Sachsen) im Jahr 1831 ein Zollhaus für Zoll- und Acciseinnahme und ein Straßenwärterhäuschen (Oberwaldsachsen genannt), in denen nur sächsische Beamte wohnten, d. h. Königliche Chausseegeldeinnehmer, Königliche Chausseewärter, ein Königlicher Schütze, ein Königlicher Postillon. Seit 1825 wurde eine Poststation mit Pferdewechsel auf Meeraner Seite eingerichtet. Am 15. November 1858 verkehrte aufgrund der Eröffnung der Bahnstrecke Glauchau-Schönbörnchen–Gößnitz die letzte Postkutsche über "Schwanenfeld". Im Jahr 1909 wurde die Zollstation geschlossen. Der Gasthof "Schwanfeld" hat sich in der Gegenwart zu einem Vier-Sterne-Hotel entwickelt. Kuriosum ist bis heute, dass er zum Teil in Thüringen (Guteborn in der Ponitzer Flur) und teilweise in Sachsen (Meeraner Flur) liegt und die Landesgrenze mitten durch das Haus geht.
Guteborn gehörte als Siedlung in der Ponitzer Flur zunächst zum wettinischen Kreisamt Altenburg, das bei der Gründung von Guteborn im Herzogtum Sachsen-Gotha-Altenburg (1672 bis 1826) lag. Bei der Neuordnung der Ernestinischen Herzogtümer im Jahr 1826 kam der Ort zum Herzogtum Sachsen-Altenburg. Nach der Verwaltungsreform im Herzogtum gehörte Guteborn als Ortsteil von Ponitz bezüglich der Verwaltung zum Ostkreis (bis 1900) bzw. zum Landratsamt Ronneburg (ab 1900). Die Siedlung gehörte ab 1918 zum Freistaat Sachsen-Altenburg, der 1920 im Land Thüringen aufging. 1922 kam es als Teil der Gemeinde Ponitz zum Landkreis Altenburg. Bei der zweiten Kreisreform in der DDR wurden 1952 die bestehenden Länder aufgelöst und die Landkreise neu zugeschnitten. Somit kam Guteborn mit der Gemeinde Ponitz an den neu gegründeten Kreis Schmölln im Bezirk Leipzig, der seit 1990 als Landkreis Schmölln zu Thüringen gehörte und bei der thüringischen Kreisreform 1994 im Landkreis Altenburger Land aufging.

## Architektur
Die ältesten Bauten an der Straße nach Gößnitz sind Altenburger Bauernhöfe in Fachwerkbauweise, allerdings größtenteils verputzt. An der Straße nach Ponitz, der Buttermilch, sind einige Villen aus der Gründerzeit erhalten geblieben.

## Wirtschaft und Infrastruktur
Die Bundesstraße 93 verläuft westlich des Ortes. An dieser siedelte sich ein Nettozentrallager und ein Logistikzentrum im ausgewiesenen Gewerbegebiet an. Weiterhin ist eine Schokoladenmanufaktur und die Villa Il Mio Bowling Bar ansässig.